# Коноид (биология)

Под цифрой 2 показан общий вид коноида

Коноид — часть апикального комплекса простейших типа Апикомплексы (лат. Apicomplexa).

## Структура и функции
Коноид хорошо изучен у T. gondii. Коноид токсоплазмы представляет собой усечённый конус, 280 нм в длину и 380 нм в диаметре. Он является подвижной органеллой, состоящей из тубулиновых фибрилл, смотанных в спираль, словно сжатая пружина. Исследования показывают, что в зрелом коноиде тубулин содержится в новой полимерной форме, которая довольно сильно отличается от типичных микротрубочек: представляет собой ленту из 9 протофиламентов, сложенных в форме запятой, при этом они не замыкаются в полую трубку, а лежат вдоль дуги по окружности.
Когда паразит находится внутри клетки-хозяина, коноид лежит внутри оболочки из микротрубочек под пелликулой, но если паразит вне клетки, то коноид может выступать за пределы апикального конца микротрубочек. Это может быть связано с тем, что коноид помогает передвигаться и внедряться в клетки хозяина. В момент проникновения тахизоита в клетку хозяина коноид оказывает механическое воздействие на стенку клетки. MyoA-glideosome прикрепляется к внутреннему мембранному комплексу (inner membrane complex — IMC), а затем выделяются белки микронем и роптрий.
Некоторые споровики, например, Piroplasma и гемосопридии (в том числе малярийные плазмодии), утратили коноид.

## Образование
FRAP-анализ трансгенных Toxoplasma gondii, экспрессирующих YFP-α-частицы тубулина, показывает, что волокна коноида быстро собираются в начале деления клетки.